# Campeonato da Oceania Sub-18 de Atletismo
O Campeonato da Oceania Sub-18 de Atletismo (em inglês Oceania U18 Athletics Championships) é um evento de atletismo organizado pela Associação de Atletismo da Oceania (AAO) para atletas com menos de 18 anos, classificado como sub-18 para membros associados da AAO. A competição é realizada bienalmente, sendo realizado pela primeira vez em 1993 até 1999, e entre 2000 e 2008 foi realizado em conjunto com o Campeonato da Oceania de Atletismo. Nas edições de 2010 e 2011, foi realizado em conjunto com o Campeonato Australiano de Atletismo Júnior (Sub-14 a Sub-20) e, em 2013, novamente com o Campeonato da Oceania de Atletismo. Até a edição de 2015 o campeonato era denominado como Campeonato da Oceania Juvenil de Atletismo. 

## Edições celebradas
| Edição | Ano  | Cidade              | País                   | Datas                    | Estádio                     |
| ------ | ---- | ------------------- | ---------------------- | ------------------------ | --------------------------- |
| 1º     | 1993 | Camberra            | Austrália              | 15 - 16 de março         |                             |
| 2º     | 1995 | Tereora , Rarotonga | Ilhas Cook             | 4 - 5 de maio            | Estádio Nacional de Tereora |
| 3º     | 1997 | Suva                | Fiji                   | 11 - 12 de julho         | Estádio Nacional de Fiji    |
| 4º     | 1999 | Santa Rita          | Guam                   | 2 - 3 de julho           |                             |
| 5º     | 2000 | Adelaide            | Austrália              | 24 - 26 de agosto        | Estádio de Atletismo SA     |
| 6º     | 2002 | Christchurch        | Nova Zelândia          | 12 - 14 de dezembro      | Parque Queen Elizabeth II   |
| 7º     | 2004 | Townsville          | Austrália              | 18 de dezembro           | Townsville Sports Reserve   |
| 8º     | 2006 | Apia                | Samoa                  | 13 - 16 de dezembro      | Apia Park                   |
| 9º     | 2008 | Saipan              | Marianas Setentrionais | 25 - 28 de junho         | Complexo Esportivo Oleai    |
| 10º    | 2010 | Sydney              | Austrália              | 11 - 14 de março         | Centro Olímpico de Sydney   |
| 11º    | 2011 | Sydney              | Austrália              | 10 - 14 de março         | Centro Olímpico de Sydney   |
| 12º    | 2013 | Papeete             | Polinésia Francesa     | 3 - 5 de junho           | Estádio Pater Te Hono Nui   |
| 13º    | 2015 | Cairns              | Austrália              | 8 - 10 de maio           | Barlow Park                 |
| 14º    | 2017 | Suva                | Fiji                   | 28 de junho - 1 de julho | Estádio Nacional de Fiji    |

## Competições
- Campeonato da Oceania de Atletismo
- Campeonato da Oceania Sub-20 de Atletismo
- Campeonato da Oceania de Eventos Combinados
- Campeonato da Oceania de Corta-Mato
- Campeonato da Oceania de Maratona e Meia Maratona
- Campeonato da Oceania de Marcha Atlética

Além disso, são realizados os seguintes campeonatos regionais:
- Campeonato da Melanésia
- Campeonato da Micronésia
- Campeonato da Polinésia